# Sanja Bizjak

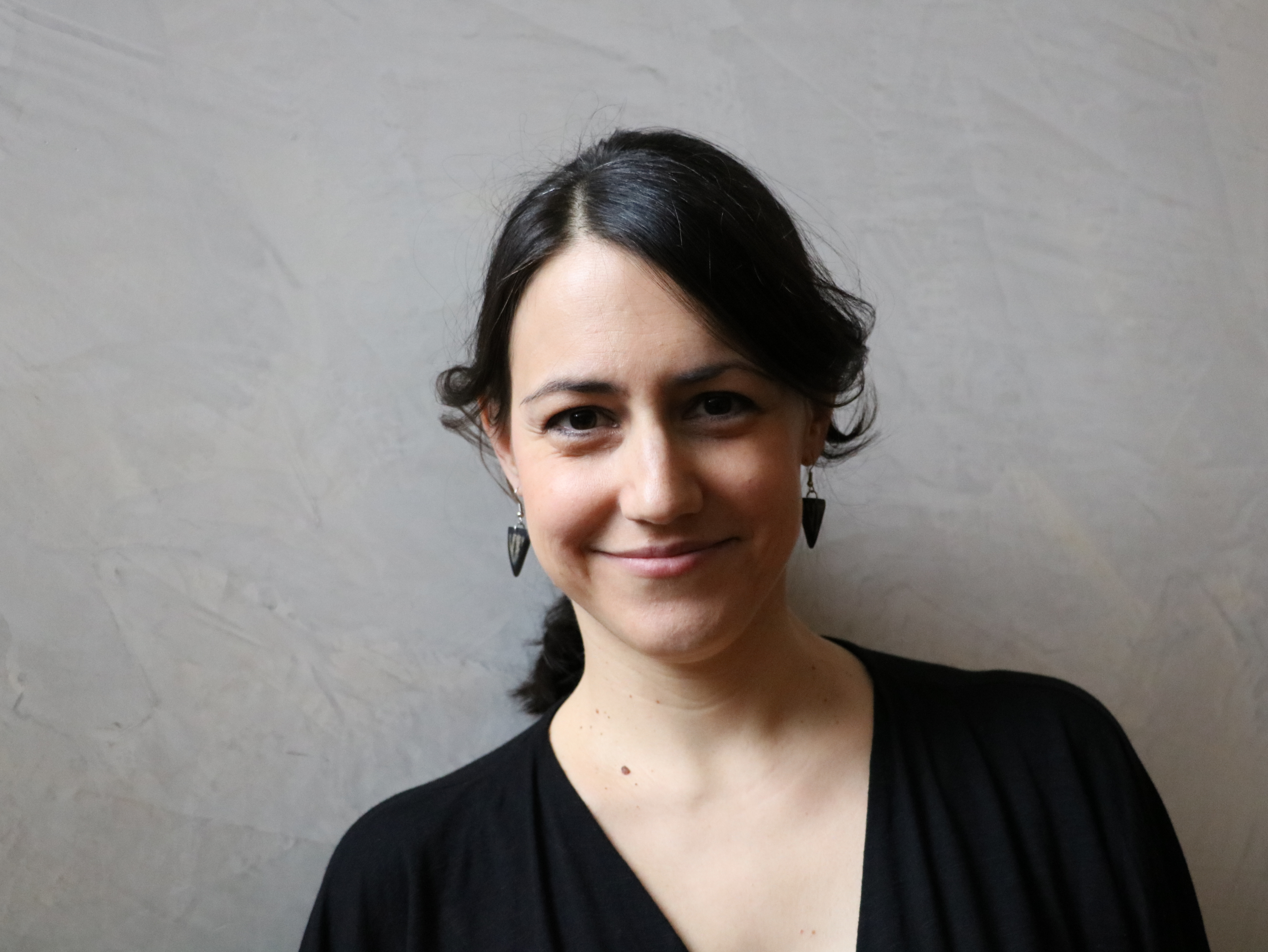
Sanja Bizjak beim Klassik-Festival La Folle Journée in Nantes am 2. Februar 2017

Sanja Bizjak (serbisch-kyrillisch Сања Бизјак; * 8. September 1988 in Belgrad) ist eine serbische Pianistin.

## Leben
Ab ihrem sechsten Lebensjahr erhielt Bizjak Klavierunterricht bei Zlata Males. Mit sieben Jahren debütierte sie mit Joseph Haydns D-Dur-Klavierkonzert Hob.XVIII:11, begleitet von den Belgrader Philharmonikern. Im Februar 2001 begann sie ein Studium in der Klavierklasse von Jacques Rouvier am Pariser Konservatorium.
In den folgenden Jahren absolvierte sie außerdem Kurse bei Alexander Satz am Konservatorium Graz und bei Elisso Wirsaladse an der Hochschule für Musik und Theater München. Sie ist in allen großen Musikmetropolen aufgetreten, häufig im Duo mit ihrer Schwester Lidija Bizjak.
Bizjak erhielt mehrere internationale Preise und Auszeichnungen. Sie lebt in Frankreich.

## Auszeichnungen
- 2003: Erster Preis beim Wettbewerb zur Erinnerung an Wladimir Horowitz in Kiew.
- 2004: Preise für Klavier und Kammermusik des Pariser Konservatoriums.
- 2005: Zusammen mit ihrer Schwester Preis für das beste Klavierduo beim ARD-Musikwettbewerb in München.

## Diskografie
- 2012: Werke für zwei Klaviere von Igor Strawinsky
- 2013: Klavierwerke von Sergej Rachmaninow
- 2015: Werke für zwei Klaviere und Orchester von Bohuslav Martinů, Francis Poulenc, Dmitri Schostakowitsch und Igor Strawinsky